# Los Haitises nationalpark
National Park Los Haitises är en nationalpark i Dominikanska republiken. Den ligger i provinsen Samaná, i den östra delen av landet, 70 km nordost om huvudstaden Santo Domingo. National Park Los Haitises ligger 228 meter över havet.